# ローケーシュ・チャンドラ

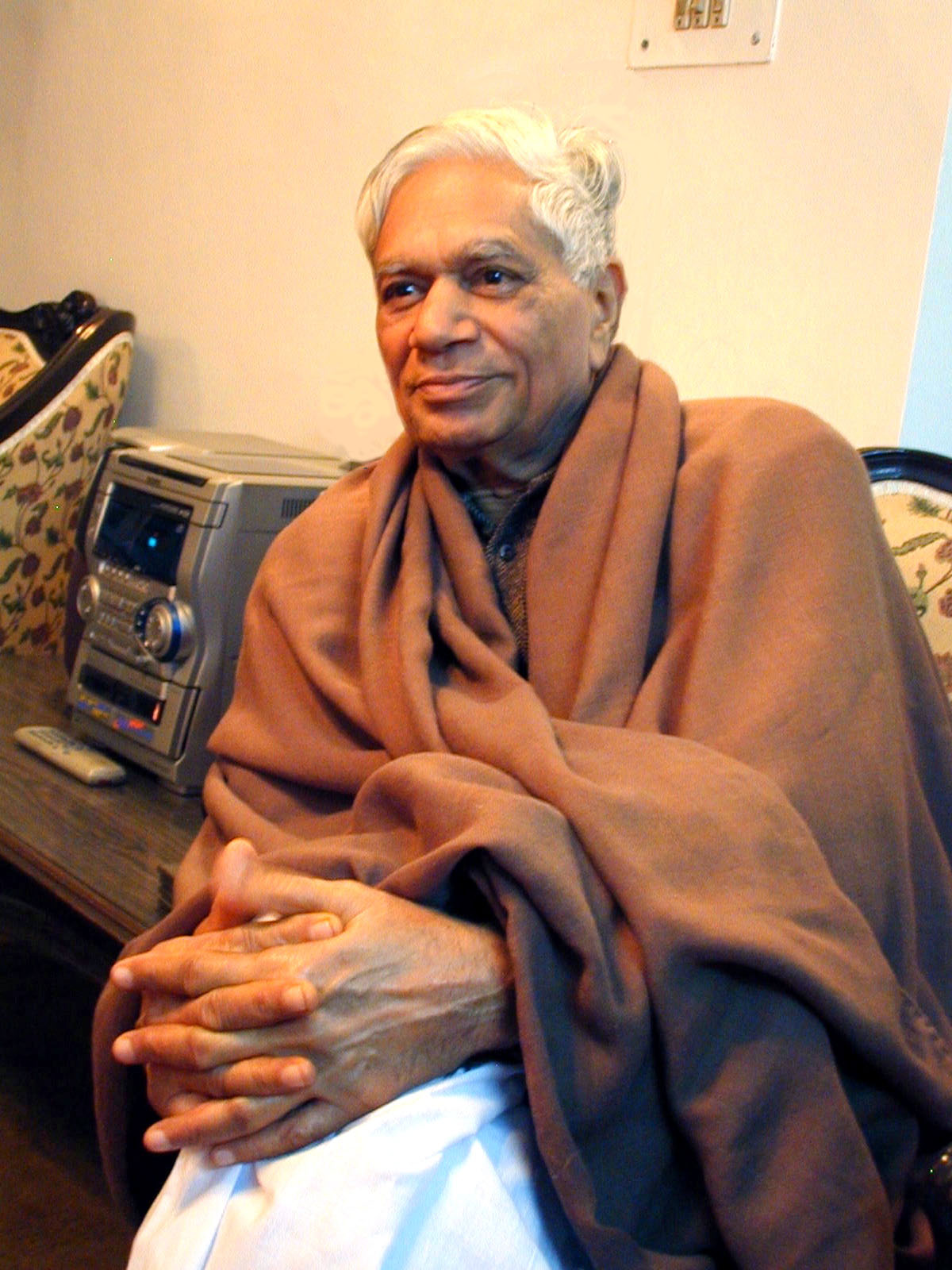
Lokesh Chandra

ローケーシュ・チャンドラ（Lokesh Chandra、1927年-）は、インドの東洋学者、仏教学者。ハリヤーナー州アンバーラー出身。父親は学者のラグ・ヴィーラである。

## 人物
パンジャーブ大学卒業後、オランダのユトレヒト大学に留学。現在はインド文化国際アカデミーの理事長を務めており、チベット、モンゴル、日本などの各国の仏教史に関する出版した書籍は350冊以上ある。またインドの上院に当たるラージヤ・サバーのメンバーでもある。